# Чухломський район
Чухломський район (рос. Чухломский район) — адміністративно-територіальна одиниця (район) та муніципальне утворення (муніципальний район) на південному заході Костромської області Росії.
Адміністративний центр — місто Чухлома.

## Історія
8 жовтня 1928 року у Костромській губернії замість повітів утворено 19 районів. З більшої частини Чухломського повіту було створено Чухломський район, із меншої — Судайський район. 14 січня 1929 року Костромська губернія перетворюється на Костромський округ Івановської Промислової області. Постановою ЦВК СРСР від 23 липня 1930 року округи було скасовано, район переходить у безпосереднє підпорядкування області. 31 березня 1936 року була утворена Ярославська область, Чухломський район переходить у її склад.
У 1944 році була утворена Костромська область, до складу якої увійшли Чухломський та Судайський райони. З 13 серпня 1944 року обидва райони вважалися у складі новоствореної Костромської області.
Указом Президії Верховної Ради РРФСР № 5 (227) від 1 лютого 1963 року було утворено Чухломський сільський район. Судайський район був скасований і увійшов до Чухломського сільського району. До складу новоствореного району увійшли всі сільради Чухломського району, крім Гаврилівського, Ножкінського та Муравищенського та всі сільські ради Судайського району.

## Населення
| 2002    | 2008    | 2009    | 2010    | 2011    | 2012    | 2013    |
| ------- | ------- | ------- | ------- | ------- | ------- | ------- |
| 13 574  | ↘12 525 | ↗12 585 | ↘11 346 | ↘11 322 | ↘11 092 | ↘10 817 |
| 2014    | 2015    | 2016    | 2017    | 2018    | 2019    | 2020    |
| ↘10 538 | ↘10 376 | ↘10 135 | ↘9998   | ↘9826   | ↘9680   | ↘9518   |